# Карач, Ольга Евгеньевна
О́льга Евге́ньевна Кара́ч (род. 5 января 1979, Витебск, Белорусская ССР) — белорусский журналист, общественный деятель, политик. Член Белорусской Ассоциации журналистов, акционер ЗАО «Издательский Дом „Витебский курьер“». Учредитель газеты «Витебский курьер», зарегистрированной в России. C марта 2008 по март 2012 года — Председатель Витебской областной организации Объединённой гражданской партии (ОГП). Руководитель Международного Центра гражданских инициатив «Наш Дом», зарегистрированного в Чехии.
Активно выступает против белорусских властей, за что преследуется властью.
С 2011 года проживает в Литве. В августе 2023 года стало известно, что Литва отказала Ольге Карач в предоставлении политического убежища. В 2024 году белорусские власти заочно приговорили Ольгу Карач к 12 годам лишения свободы.

## Биография
Родилась 5 января 1979 года в семье рабочих в Витебске. После окончания средней школы № 6 с золотой медалью в 1996 году поступила в Витебский государственный университет имени П. М. Машерова, который окончила в 2002 году с красным дипломом. По образованию — учитель русского языка и литературы, белорусского языка и литературы. Четыре года работала учителем в одной из средних школ Витебска.
Получила второе высшее юридическое образование в Московском областном институте управления и права. Магистрант программы «Публичная Политика» Европейского гуманитарного университета в Вильнюсе (2012).
Выступила основателем газет «Витебский курьер» и «Наш дом». Из-за освещения белорусских реалий тиражи газет постоянно конфисковываются властью, а сайт «Витебского курьера» после специального указа президента стал первым отключённым сайтом в списке независимых интернет-изданий.
Замужем, двое детей.
Страдает болезнью Бехтерева, время от времени нуждается в специальном лечении. В 2007 году на три месяца была лишена возможности ходьбы, иногда вынуждена использовать костыли, в 2015 году были поставлены протезы тазобедренных суставов.

## Общественная и политическая деятельность
В 1996 году при университете основала молодёжное общественное объединение (инициативу) «Седьмая грань». Получала именную стипендию имени А. С. Пушкина, которой была лишена за политическую активность — участие в незарегистрированном движении «Зубр». 21 ноября 2002 года Ольга Карач покинула должность координатора ЗУБРа по Витебску и Витебской области и в декабре того же года образовала гражданскую кампанию «Наш Дом» (Витебск), с которой в скором времени вышла на национальный уровень. В то время она — член Белорусской ассоциации молодых политиков.
Работая учителем, попала под сокращение после того, как выдвинулась кандидатом в депутаты на парламентских выборах. В марте 2002 года «Свободные новости+» признали Ольгу Карач самым красивым политиком Белоруссии.
В марте 2003 года избрана депутатом Витебского городского Совета депутатов 24-го созыва.
В 2009 году реализовала проект, который вылился в книгу воспоминаний «Дети войны» (воспоминания бывших узников фашистских концлагерей и детей, насильно угнанных на работы в Германию).
Инициатор и организатор огромного количества разнообразных акций, среди которых: кампания «Осторожно, милиция!», бессрочная кампания «Наш Дом» — депутатов к ответу!", республиканская акция по обустройству кладбищ «Цветы вместо бурьяна», фестиваль хорошего настроения «Эндорфин», фестиваль «Женская рыбалка-2010», участие в антиядерном протесте в Германии и многое другое.
В августе 2010 года получила престижную Международную Радебойльскую премию «За мужество» (Radebeuler Courage Preis).
Автор инициативы «Chinovniki.info» — портала, ведущего мониторинг и народную экспертизу деятельности чиновников в Белоруссии.
В 2021 году КГБ включил Карач в «список лиц, связанных с террористической деятельностью», а в 2022 году ее YouTube- и Telegram-каналы были признаны в Беларуси экстремистскими материалами. Ранее в 2021 году экстремистскими материалами были признаны YouTube- и Telegram-каналы «Нашего Дома»; в мае 2022 года МВД включило саму организацию в список экстремистских формирований.
Летом 2024 года по делу Форума Демократических Сил Беларуси Ольга Карач и ещё четыре человека были заочно приговорены к 12 годам лишения свободы, а также к крупным денежным штрафам.

## Избранные публикации
1. Белорусская стратегия Европы после парламентских выборов-2008 [Текст] / О. Карач // Бюллетень «Новости НИСЭПИ». — 2008. — № 3 (49). — С. 55-58. — (Рубрика «Свободная трибуна»).
2. Без права дышать… [Текст] / О. Карач // Витебский курьер. — 2008. — № 2 (1350). — 30 апр. — С. 2. — (Рубрика «Мысли вслух»).
3. «Считаю действия сотрудников КГБ в отношении меня и моей семьи незаконными» [Текст] / О. Карач // Витебский курьер. — 2008. — № 2 (1350). — 30 апр. — С. 3.
4. Таможенный комитет взялся за костыли [Текст] / О. Карач // Витебский курьер. — 2008. — № 5 (1353). — 20 мая. — С. 2.
5. Дети войны [Текст] : воспоминания / Е. Борщевская, О. Карач, А. Погорельский, С. Таболо, О. Шпаковская. — Смоленск, 2009. — 128 с. — 1000 экз.
6. Зеркало для кандидата или ещё раз о праймериз [Текст] / О. Карач // Витебский курьер. — 2009. — № 1. — 18 сент. — С. 5.
7. Что такое «Наш дом»? [Текст] / О. Карач, В. Щукин // Наш Дом: доброе утро, Беларусь!. — Минск, 2009. — С. 4-5.
8. Silna rodzina — Silna Białoruś??? / O. Karach. — 2009. — 29.03. — Режим доступа : www.URL: https://web.archive.org/web/20140317165417/http://www.feminoteka.pl/readarticle.php?article_id=657.
9. А крысы бегут с корабля… [Текст] / О. Карач // Витебский курьер. — 2010. — № 28 (40). — 22 июля. — С. 1, 4.
10. Вчера котов душили, душили… [Текст] / О. Карач // Витебский курьер. — 2010. — № 27 (39). — 15 июля. — С. 4.
11. Выборы без выбора [Текст] / О. Карач // Витебский курьер. — 2010. — № 15 (27). — 22 апреля. — С. 1.
12. Запретить нельзя разрешить [Текст] / О. Карач // Витебский курьер. — 2010. — № 14 (26). — 15 апреля. — С. 1, 3.
13. Лиозненское дело [Текст] / О. Карач // Витебский курьер. — 2010. — № 12 (24). — 1 апреля. — С. 3.
14. Молчание ягнят [Текст] / О. Карач // Витебский курьер. — 2010. — № 31 (43). — 9 сент. — С. 4.
15. Хай клевешчуць… [Текст] / О. Карач // Витебский курьер. — 2010. — № 32 (44). — 16 сент. — С. 7.
16. Четвёртый листик клевера на удачу [Текст] / О. Карач // Витебский курьер. — 2010. — № 41 (53). — 18 нояб. — С. 8.
17. 2:0 в нашу пользу [Текст] / О. Карач // Витебский курьер. — 2010. — № 13 (25). — 8 апреля. — С. 1, 3.
18. Литвой управляют женщины [Текст] / О. Карач // Витебский курьер. — 2010. — № 29 (41). — 29 июля. — С. 1, 8.
19. Alice nel Paese della Russia Bianca: tagliatele la testa, subito! / О. Каratch. — 2010. — 25 Маy. — Режим доступа : www.URL: http://www.cafebabel.it/article/33811/alice-nel-paese-della-russia-bianca.html Архивная копия от 6 июня 2012 на Wayback Machine.
20. My Quest To the City Council: Beginning / О. Каrach. — 2010. — 21 Apr. — Режим доступа : www.URL: http://viewpoint-east.org/2010/04/21/my-quest-to-the-city-council-beginning/.
21. В чём Эдвард Лукас ошибается насчет Беларуси [Текст] / О. Карач // Витебский курьер. — 2011. — № 20 (79). — 30 июня. — С. 4.
22. Гавел & Лукашенко [Текст] / О. Карач // Витебский курьер. — 2011. — № 45 (104). — 22 декаб. — С. 3.
23. Витебский курьер — неположенное вложение [Текст] / О. Карач // Витебский курьер. — 2011. — № 21 (80). — 7 июля. — С. 4.
24. Дочерям Беларуси посвящается… [Текст] / О. Карач // Витебский курьер. — 2011. — № 12 (71). — 5 мая. — С. 4.
25. Кто бы говорил… [Текст] / О. Карач // Витебский курьер. — 2011. — № 31 (90). — 15 сент. — С. 4.
26. Осторожно, милиция! [Текст] / О. Карач // Витебский курьер. — 2011. — № 44 (103). — 15 дек. — С. 3.
27. Переходный возраст белорусского народа [Текст] / О. Карач // Витебский курьер. — 2011. — № 9 (68). — 10 марта. — С. 4. — (Рубрика «Взгляд»).
28. Площадь 19-го декабря: что это было? [Текст] / О. Карач // Витебский курьер. — 2011. — № 13 (72). — 12 мая. — С. 4.
29. Женщины Беларуси требуют извинений! [Текст] / О. Карач // Наш дом инфо. — 2012. — 30 марта. — С. 1.